# Рюмін Микола Миколайович
Рюмін Микола Миколайович (5 вересня 1908, Москва — 17 листопада 1942, Омськ) — радянський шахіст, майстер спорту СРСР (1931). триразовий чемпіон Москви (1931, 1933/34, 1935).

## Біографія
Шахова діяльність Миколи Рюміна пов'язана в основному з Москвою. Він неодноразово грав в чемпіонатах міста, три рази ставав чемпіоном Москви. Учасник чотирьох чемпіонатів СРСР. Один з найсильніших шахістів СРСР 30-х років. За стилем гри був атакуючим шахістом, декілька його партій відзначені призами за красу.
Заслужений майстер спорту СРСР (1940).
Захворівши на туберкульоз, Рюмін після 1936 припинив виступи на турнірах, проте займався суспільною діяльністю. Був відповідальним секретарем Загальнорадянської шахової секції (1939—1941). Помер, знаходячись в евакуації під час Другої світової війни в Омську.

## Основні спортивні досягнення
| Рік       | Турнір                                    | Результат | Місце |
| --------- | ----------------------------------------- | --------- | ----- |
| 1928      | Чемпіонат Москви                          | 10 з 17   | 7—8   |
| 1929      | Чемпіонат Москви                          | 10½ з 14  | 2     |
| 1930      | Чемпіонат Москви                          | 12 з 17   | 2     |
| 1931      | 7-й Чемпіонат СРСР                        | 11½ з 17  | 2     |
|           | Чемпіонат Москви                          | 10½ з 12  | 1     |
| 1932      | Турнір майстрів (Москва)                  |           | 1     |
| 1933      | 8-й Чемпіонат СРСР                        | 9½ з 19   | 10—11 |
| 1933—1934 | Чемпіонат Москви                          | 15 з 19   | 1     |
| 1934      | Міжнародний Турнір (Санкт-Петербург)      | 7 з 11    | 2—3   |
| 1934—1935 | 9-й Чемпіонат СРСР                        | 11½ з 19  | 3-4   |
| 1935      | Чемпіонат Москви                          | 13½ з 17  | 1     |
|           | 2-й Московський Міжнародний Турнір        | 9½ з 19   | 11—14 |
|           | Міжнародний робітничий Турнір (Гьотеборг) |           | 1     |
| 1936      | 3-й Московський Міжнародний Турнір        | 7½ з 18   | 7—10  |